# Aljaž Ivačič
Aljaž Ivačič (sinh 29 tháng 12 năm 1993) là một cầu thủ bóng đá Slovenia thi đấu ở vị trí thủ môn cho Olimpija Ljubljana.